# Гіноїд

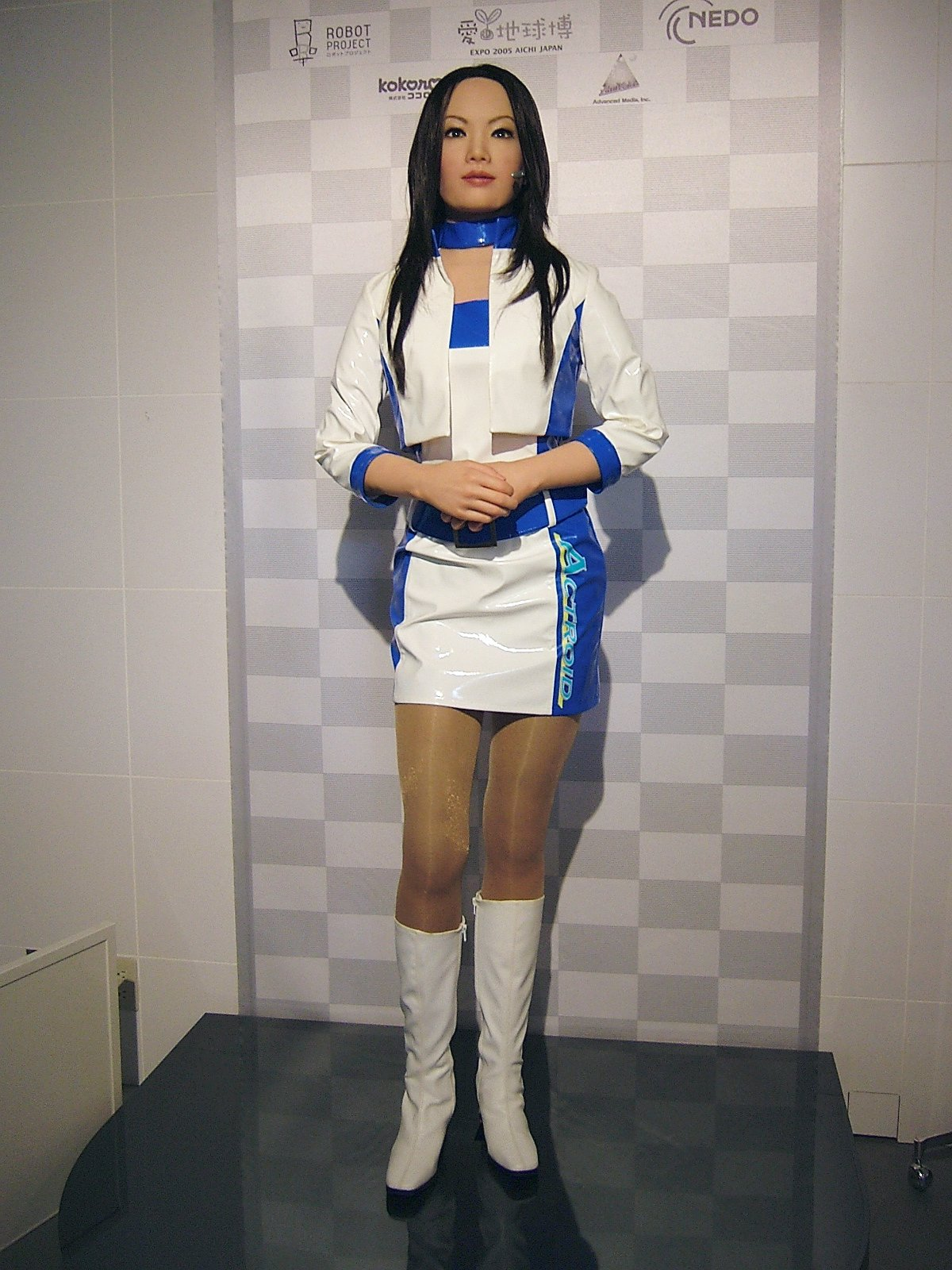
Гарука актроїд на Expo 2005 у префектурі Айті

Гіноїд або фембот — людиноподібний робот жіночої статі. Гіноїди все більш активно поширюються в науково-фантастичному кіно та мистецтві. Оскільки більш реалістичний дизайн гуманоїдних роботів стає технологічно можливим, вони також з'являються в дизайні реальних роботів. Як і будь-який інший робот, основні частини гіноїди мають датчики, приводи та систему керування. Датчики відповідають за виявлення змін у навколишньому середовищі, тоді як виконавчі механізми, також звані ефекторами, є двигунами та іншими компонентами, відповідальними за рух і керування роботом. Система управління інструктує робота, що робити, щоб досягти бажаних результатів.

## Ім'я
Гіноїд — це все, що нагадує жіночу людську форму або відноситься до неї. Хоча термін андроїд використовувався для позначення роботів-гуманоїдів незалежно від видимої статі, грецька приставка «andr-» відноситься до людини в чоловічому значенні.
Термін гіноїд вперше використав Айзек Азімов у передовій статті 1979 року як теоретичний жіночий еквівалент слова андроїд.
Існують інші можливі назви жіночих роботів. Портманто «фембот» (жіночий робот) був популяризований телесеріалом «Біонічна жінка» в епізоді «Вбити Оскара» (1976), а пізніше використовувався серед інших у фільмах про Остіна Паверса. «Роботеса» — це найстаріший жіночий термін, який походить у 1921 році з «Універсальних роботів» Россума, з того самого джерела, що й термін «робот».

## Жіночі роботи
|  | ...the great majority of robots were either machine-like, male-like or child-like for the reasons that not only are virtually all roboticists male, but also that fembots posed greater technical difficulties. Not only did the servo motor and platform have to be 'interiorized' (naizosuru), but the body [of the fembot] needed to be slender, both extremely difficult undertakings. — Tomotaka Takahashi, roboticist |

Приклади жіночих роботів:
- Проект Aiko, спроба створення реалістичного жіночого андроїда. Він розмовляє японською та англійською та виробляється за ціною 13 000 євро.
- EveR-1[8].
- Актроїд, розроблений Хіроші Ішіґуро як «ідеальна секретарка, яка посміхається та тріпоче повіками»[9].
- HRP-4C[10].
- Робот Meinü[11][12].
- Марк 1[13].
- Ai-Da, перша в світі художня система роботів, втілена у вигляді гуманоїдного робота.[14][15]

Дослідники відзначають зв'язок між дизайном жіночих роботів і припущеннями робототехніків щодо гендерованої зовнішності та праці. Наприклад, фемботи в Японії розроблені з урахуванням стрункості та витонченості, і їх використовують, щоб підтримувати традиційні сімейні структури та політику в країні, де населення зменшується.
Люди також реагують на фемботів через гендерні стереотипи. Це дослідження використовується для з'ясування гендерних ознак, уточнення того, яка поведінка та естетика викликають сильнішу реакцію, спричинену статтю.

### Як сексуальні засоби
Гіноїди можуть бути «еротизованими», і деякі приклади, такі як Айко, містять датчики чутливості в грудях і статевих органах для полегшення сексуальної реакції. Фетишизацію гіноїдів у реальному житті приписують чоловічим бажанням створених на замовлення пасивних жінок і порівнюють із секс-ляльками в натуральну величину. Однак деякі науково-фантастичні твори зображують їх як бунтівних або фатальних жінок, які борються з істеблішментом. У майбутньому секс-партнерки-роботи можуть стати звичним явищем.
Також з'явилися роботи-жінки як сексуальні пристрої, з ранніми конструкціями досить грубими. Перший був виготовлений британською компанією Sex Objects Ltd для використання «секс-допомогою». Її називали просто «36C», від розміру її грудей, вона мала 16-розрядний мікропроцесор і синтезатор голосу, що давав примітивні реакції на голос і натискання кнопок.
У 1983 році грудаста роботка на ім'я «Солодка» була видалена з експозиції в Лоуренс-голлі науки після того, як була представлена петиція, яка стверджувала, що вона ображає жінок. Творець робота Клейтон Бейлі, професор мистецтва в Університеті штату Каліфорнія, Хейворд назвав це «цензурою» і «поруч із спаленням книг».

## У художній літературі
Штучні жінки були звичайним тропом у художній літературі та міфології ще з часів стародавніх греків (див. міф про Пігмаліона). Це продовжилося в сучасній фантастиці, особливо в жанрі наукової фантастики. У науковій фантастиці роботів у жіночому образі часто створюють для використання домашньою прислугою та сексуальних рабинь, як це можна побачити у фільмі «Дикий Захід», романі Пола Мак-Оулі «Казкова країна» (1995) та оповіданні Лестера дель Рея «Гелен O'Лой» (1938), а іноді як воячки, вбивці чи робітниці. Персонажка Annalee Call у Чужий: Воскресіння є рідкісним прикладом несексуалізованого гіноїда.

### Ідеал жіночності

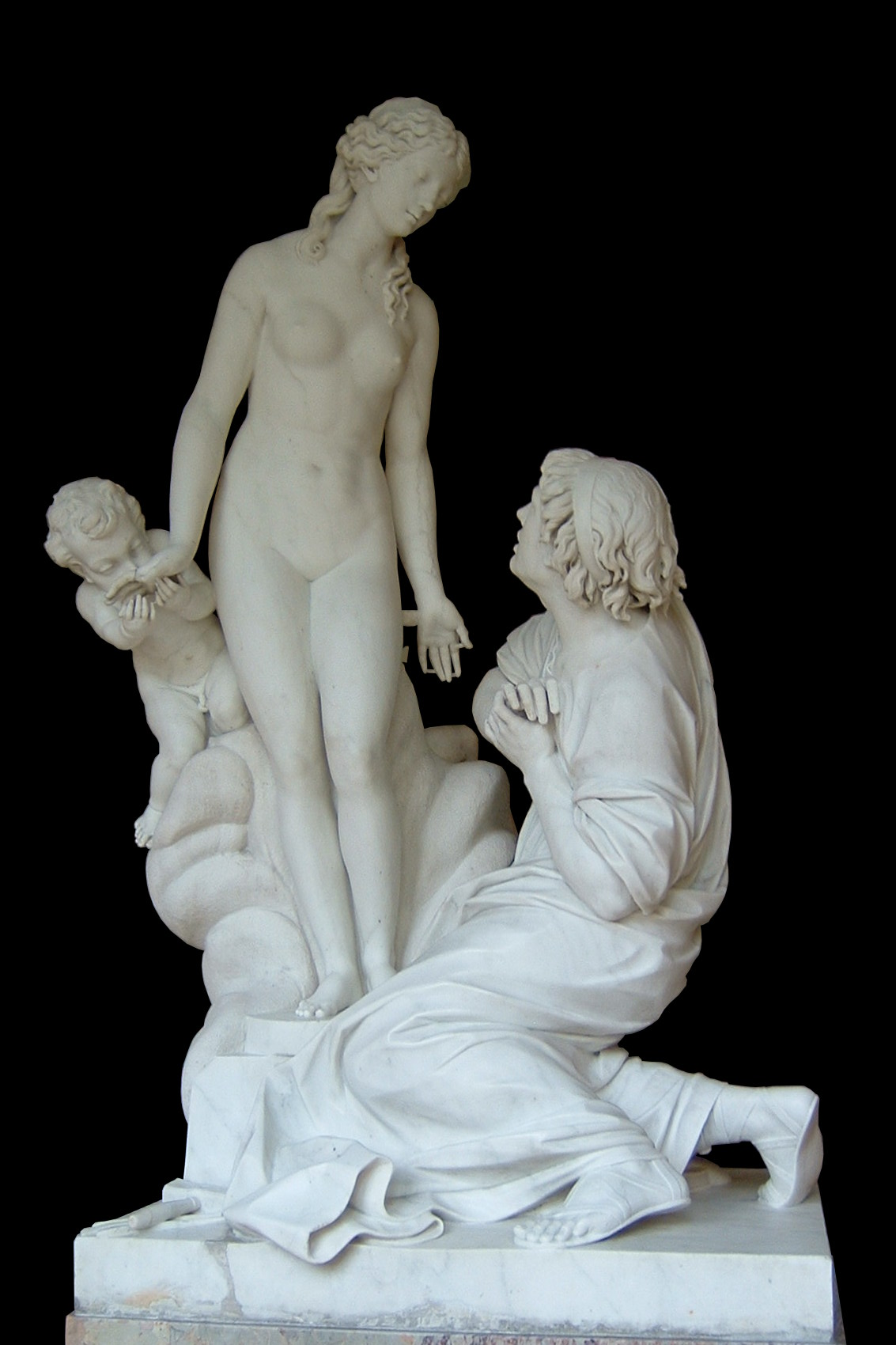
Етьєн Моріс Фальконе: Пігмаліон і Галатея (1763). Незважаючи на те, що Галатея не була роботом, її неорганічне походження призвело до порівняння з гіноїдами

У літературі існує давня традиція створення штучного втілення певного типу ідеальної жінки, а гіноїди розглядаються як розширення цієї теми. Приклади включають Гефеста в «Іліаді», який створив служниць з металу, і Ільмарінена в «Калевалі», який створив штучну дружину. Пігмаліон, з розповіді Овідія, є однією з найперших концептуалізацій конструкцій, подібних до гіноїдів, в історії літератури. У цьому міфі виліплена жіноча статуя, настільки красива, що творець закохується в неї, і після молитви до Афродіти богиня змилосерджується над ним і перетворює статую на справжню жінку Галатею, від якої Пігмаліон має дітей.
«Людина-машина», яку також називають «Пародія», «Футура», «Роботрікс» або «Імітатор Марії» у фільмі Фріца Ланга «Метрополіс» є першим прикладом гіноїда у фільмі: робота жіночої форми. Їй надають шкіру, щоб не було відомо, що вона робот, і вона успішно втілює ув'язнену Марію та переконливо працює стриптизеркою.
Вигадані гіноїди часто є унікальними виробами, виготовленими відповідно до бажання конкретного чоловіка, як це видно в романі «Завтрашня ніч» і фільмах «Ідеальна жінка», «Степфордські дружини», «Манекен» і «Дивна наука», а творцями часто є «божевільні вчені» чоловіки, наприклад як персонажі Ротванг у «Метрополісі», Тірел у «Той, що біжить по лезу» та чоловіки у «Степфордських дружинах». Гіноїди були описані як «найвища фантазія гіків: власна жінка з металу та пластику».
Телесеріал «Біонічні жінки» придумав слово фембот. Вони являли собою ряд потужних, реалістичних гіноїдів з обличчями найкращих друзів головного героя Гайме Соммерса. Вони билися у двох багатосерійних епізодах серіалу: «Вбити Оскара» та «Фемботи у Лас-Вегасі», і, незважаючи на приставку жіночого роду, були також чоловічі версії, у тому числі розроблені для втілення конкретних осіб з метою проникнення. Не будучи справді штучним інтелектом, фемботи все ж мали надзвичайно складне програмування, яке дозволяло їм видавати себе за людей у більшості ситуацій. Термін «фембот» також використовувався в «Баффі, винищувачці вампірів» (щодо робота-дубліката титульного персонажа, він же «Баффібот») і «Футурама».
Культовий науково-фантастичний фільм 1987 року «Черрі 2000» також зображував персонажку-гіноїда, яку головний герой описав як «ідеальну партнерку». Телесеріал 1964 року «Моя жива лялька» показує робота, якого зображує Джулі Ньюмар, яка описана схожим чином. У фільмі «Вона» (2013) розповідається про помічницю зі штучним інтелектом на ім'я Саманта, в яку закохується головний герой Теодор, доки її інтелект не перевершує людське розуміння, і вона йде, щоб виконати своє вище призначення.
Нещодавно у науково-фантастичному фільмі 2015 року Ex Machina показав винахідника, який експериментував з гіноїдами, намагаючись створити ідеальну супутницю.

### Гендерні стереотипи
Художня література про гіноїдів або жінок-кіборгів, за словами Маргрет Гребович, посилює есенціалістські ідеї жіночності. Такі ідеї можуть представлятися як сексуальні або гендерні стереотипи. Серед небагатьох нееротизованих вигаданих гіноїдів можна назвати роботку-служницю Розі з Джетсонів. Однак вона все ще має деякі типові фемінні якості, такі як матронська форма та схильність до плачу. Стереотипну роль шлюбу також досліджували за допомогою гіноїдів. У «Степфордських дружинах» показано, що чоловіки бажають обмежити незалежність своїх дружин, а перевагу надають слухняним і стереотипним жінкам. Технологічний метод чоловіків отримати цю «ідеальну дружину» полягає у вбивстві їхніх людських дружин і заміні їх гіноїдними замінниками, які є поступливими та одержимими домашніми справами, що призводить до створення ідеального передмістя суспільства «картинки-листівки». Це розглядалося як алегорія чоловічого шовінізму того періоду, через представлення шлюбу як стосунків господар-рабиня і спроба підвищити феміністичну свідомість в епоху другої хвилі фемінізму.
У пародії на фемботів із фільму «Біонічна жінка» привабливі блондинки-фемботи в нічних сорочках типу бебі-дол були використані як приманка для вигаданого агента Остіна Пауерса у фільмі «Остін Пауерс: Міжнародний таємничий чоловік». У сиквелах фільму були епізодичні появи персонажок, виявлених як фемботи. Джек Галберстам пише, що ці гіноїди повідомляють глядачеві, що жіночність не вказує на природність, а їх перебільшена жіночність і сексуальність використовується подібно до перебільшеної маскулінності головного персонажа, висміюючи стереотипи.

### Сексуальна об'єктивація
Деякі стверджують, що гіноїдів часто зображували як сексуальні об'єкти. Жінки-кіборги так само використовувалися в художній літературі, де природні тіла змінювалися, щоб стати об'єктами фантазії. Жінка-робот у візуальних медіа була описана Стівеном Геллером як «найпомітніший зв'язок між технологією та сексом».
Феміністська критикеса Патриція Мелцер в дописі Інопланетні конструкції: наукова фантастика та феміністська думка пише, що гіноїди в «Мертвих дівчатах» Річарда Колдера нерозривно пов'язані з чоловічою хіттю і в основному створені як сексуальні об'єкти, не маючи жодної користі, окрім «задоволення насильницьких сексуальних бажань чоловіків». Персонаж-гіноїд Єва з фільму «Напередодні руйнування» була описана як «дослівна секс-бомба» з її покірністю перед патріархальною владою та бомбою замість репродуктивних органів. У фільмі 1949 року «Ідеальна жінка» названий робот Ольга описана як «та, що не займається сексом», але Стів Чібнелл пише у своєму есе «Чужі жінки» в British Science Fiction Cinema, що з її фетишизованої білизни стає зрозуміло, що вона виготовлена як іграшка для чоловіків, з «неявною фантазією повністю сумісної секс-машини». У фільмі «Дийкий Захід» жінки-роботи фактично вступають у статеві стосунки з людьми-чоловіками в рамках уявної відпустки у світі людей, за відвідування якої платять клієнти.
Сексуальний інтерес до гіноїдів і фемботів приписують фетишизації технологій і порівнюють із садомазохізмом, оскільки він реорганізує соціальний ризик сексу. Зображення жінок-роботів мінімізує загрозу, яку відчувають чоловіки від жіночої сексуальності, і дозволяє «стерти будь-яке соціальне втручання в еротичне задоволення глядача від образу». Гіноїдні фантазії створюють і збирають онлайн-спільноти, зосереджені навколо чатів і веб-галерей.
Айзек Азімов пише, що його роботи були загалом сексуально нейтральними і що давання більшості чоловічих імен не було спробою прокоментувати стать. Він вперше написав про роботів жіночого вигляду на прохання редакторки Джуді-Лінн дель Рей. Оповідання Азімова «Жіноча інтуїція» (1969) є раннім прикладом, який показав, що гіноїди такі ж здатні та універсальні, як роботи-чоловіки, без сексуальних конотацій. Ранні моделі в «Жіночій інтуїції» були «жіночими карикатурами», які використовувалися, щоб підкреслити реакцію їхніх творців-людей на ідею жінок-роботів. Пізніші моделі втратили явно фемінні риси, але зберегли «нотку жіночності».

## Критика
- Критики прокоментували проблематичну природу присвоєння статі штучному об'єкту без власної свідомості, виходячи виключно з його зовнішнього вигляду чи звуку.[43] Також було стверджено, що наша інновація повинна відійти від цього сутнісного поняття жінки та зосередитися на меті створення роботів, не роблячи їх явно чоловічими чи жіночими.[44] Дійсно, дуже мало роботів явно чоловічої статі; саме контраст із роботом-жінкою робить нейтрального робота чоловіком (принцип чоловічого за замовчуванням).[45]
- Критики також помітили, що створення гіноїдів асоціюється з обслуговуючими ролями, тоді як андроїди або системи з чоловічими голосами зайняті на керівних посадах.[46]